# Pierella lamia
Pierella lamia é uma borboleta neotropical da família Nymphalidae e subfamília Satyrinae, encontrada nas Guianas, Colômbia, Equador, Bolívia e região amazônica do Brasil, em habitat de floresta tropical e altitudes entre 200 e 1.400 metros. De acordo com Adrian Hoskins, todos os integrantes do gênero Pierella apresentam, vistos de cima, coloração amarronzada com finas marcações mais escuras em suas asas anteriores e com asas posteriores marcadas com ocelos ou manchas. Pierella lamia apresenta, vista de cima, asas posteriores com coloração similar às asas anteriores e com uma sequência de 2, 4 ou 5 ocelos negros com pontuações brancas em seu interior, menos visíveis na face ventral. As asas anteriores apresentam fenômeno de difração similar ao que ocorre em Pierella hyceta e Pierella luna.

## Hábitos
Adrian Hoskins cita que as espécies do gênero Pierella se caracterizam por seu voo fugaz, se escondendo um pouco acima da superfície do solo na escuridão do sub-bosque da floresta; voando baixo, muitas vezes, em trilhas e evitando a luz do sol, geralmente aparecendo na aurora ou crepúsculo, mas também se escondendo profundamente na vegetação rasteira em outras horas do dia. Também pousam sobre os montes de folhas secas da floresta.

## Subespécies
Pierella lamia possui três subespécies:
- Pierella lamia lamia - Descrita por Sulzer em 1776, de exemplar proveniente da Guiana Francesa (Caiena).[7]
- Pierella lamia chalybaea - Descrita por Godman em 1905, de exemplar proveniente do Brasil (Mato Grosso).[6][8]
- Pierella lamia boliviana - Descrita por Brown em 1948, de exemplar proveniente da Bolívia.[5]